# Which Is Witch
Pour plus de détails, voir Fiche technique et Distribution.
Which Is Witch  est un court métrage d'animation américain de la série Looney Tunes mettant en scène Bugs Bunny et un pygmée sorcier, réalisé par Friz Freleng, tourné en 1948 et sorti en 1949

## Synopsis
Dans un village pygmée, un sorcier de toute petite taille concocte une potion avec divers ingrédients. Il s'aperçoit qu'il n'a plus de lapin, aussi il décide d'aller en chasser un. Il tombe sur Bugs Bunny en promenade, et le menace. Ce dernier lui sert sa traditionnelle formule : « Quoi d'neuf docteur ? ». Le sorcier, qui est aussi un « docteur », est étonné qu'il le sache. Aussitôt, Bugs revêt un déguisement d'explorateur et le salue comme docteur Livingstone (« Dr. Livingstone, I presume ? »). 
Il le prend en photo, en profite pour lui presser le nez. Le sorcier, furieux, le poursuit avec sa lance. Le lapin la lui confisque, met le fer hors d'usage. Mais le sorcier en fait jaillir un nouveau de la hampe. Bugs est capturé par le sorcier. Il est mis à cuire dans la marmite (qu'il prend d'abord pour un bain chaud), avec un couvercle. Le lapin s'enfuit grâce à la pression dans la marmite. Pour échapper au sorcier, il se déguise en femme girafe à l'aide d'un ressort placé autour du cou, se noue les oreilles, et utilise deux assiettes pour simuler des lèvres distendues par plateau labial. 
Mais le ressort saute de son cou et le sorcier découvre la supercherie. Bugs plonge dans la rivière pour attraper un bateau à vapeur. Il évite un crocodile (les oreilles du lapin qui surnagent se séparent autour de l'animal !). Sur le bateau, il nargue le sorcier. Celui-ci le rattrape à la nage, mais est avalé par le crocodile. Bugs saute à l'eau et transforme le crocodile en sac de voyage. Du sac en ressort le sorcier affublé d'articles féminins en croco : sac à main et escarpins.

## Fiche technique
- Titre : Which Is Witch
- Réalisation : Friz Freleng
- Scénario : Tedd Pierce
- Animateurs : Ken Champin, Gerry Chiniquy, Arthur Davis, Virgil Ross
- Montage : Treg Brown
- Musique : Carl W. Stalling, Milt Franklyn
- Son : Treg Brown
- Producteur : Edward Selzer
- Sociétés de production : Warner Bros. Cartoons
- Sociétés de distribution : Warner Bros.
- Pays d'origine :  États-Unis
- Langue : Anglais américain
- Format : Couleur (Technicolor) — 35 mm — 1,37:1 — Son : Mono
- Genre : Film d'animation, Comédie
- Durée : 7 minutes
- Dates de sortie :
  -  États-Unis :  3 décembre 1949

## Distribution
- Mel Blanc : Bugs Bunny, le sorcier (witch doctor) (voix)